# Ingryd Lima
Ingryd Fernanda Silva de Lima (Maceió, 24 de novembro de 1997) é uma futebolista brasileira que atua no meio-campo, principalmente como volante.
Atualmente jogando pelo Palmeiras, Ingryd destacou-se atuando por clubes como Sport Recife, Corinthians e Ferroviária, e em diversas convocações pela Seleção Brasileira.

## Carreira

### Antecedentes
Ingryd, destra e medindo 1,59 metro de altura, começou sua carreira no futsal. Atuou pelo Arepa, um clube de Maceió. Logo passou para o futebol de campo, defendendo as cores do 8 de Março, também da capital alagoana.
Posteriormente sua mãe montou um time para disputar o Campeonato do Sesi de 2013. O desempenho da filha na lateral-direita chamou a atenção do UDA (União Desportiva Alagoana), que a contratou para a temporada seguinte.

### UDA (União Desportiva Alagoana)
No UDA Ingryd passou a atuar no meio-campo e conquistou o Campeonato Alagoano e o Campeonato do Sesi da temporada 2014.
Em julho de 2015, aos 17 anos, participou de uma seletiva organizada em Maceió pela Confederação Brasileira de Futebol (CBF) e conquistou uma vaga para integrar o grupo de 24 atletas que treinariam no mês seguinte no Rio de Janeiro pela Seleção Brasileira Sub-20, comandada pelo técnico Doriva Bueno.

### São Francisco do Conde
Em outubro de 2015, agora jogando pelo clube baiano São Francisco do Conde, a atleta conquistou o Campeonato Baiano daquela temporada, torneio finalizado em janeiro de 2016.
Pelo campeão baiano Ingryd disputou pelo menos 4 jogos.

### UDA (segunda passagem)
Após ser campeã baiana Ingryd retornou ao UDA, onde passou o restante da temporada de 2016.
Nas duas passagens pelo UDA a jogadora atuou em pelo menos 10 jogos, marcando no mínimo 1 gol, o segundo do UDA na final do Alagoano de 2014.

### Sport Recife
Contratada pelo Sport Recife em 2017, conquistou um bicampeonato estadual (Campeonato Pernambucano de 2017 e 2018) e um regional (Copa do Nordeste de 2018), somando 41 jogos e 1 gol.
Ainda em 2017 voltou a ser convocada para a Seleção Brasileira, então sob o comando de Emily Lima.

### Corínthians
Transferindo-se para o Corínthians em 2019, na mesma temporada venceu o Campeonato Paulista e a Copa Libertadores da América, além de ser vice-campeã brasileira.
Em 2020 seguiu colecionando taças: conquistou o bicampeonato paulista e o Campeonato Brasileiro. No torneio nacional seu gol olímpico foi eleito o mais bonito do campeonato. Sua atuação ao longo desse ano rendeu nova convocação para a Seleção Feminina, agora liderada por Pia Sundhage.
A temporada 2021 foi a mais vitoriosa. Pelo clube paulista Ingryd conquistou a Tríplice Coroa após vencer o tricampeonato paulista, o bicampeonato brasileiro (no qual foi eleita para a seleção do campeonato) e sua |segunda Libertadores.
Pelo Corínthians a jogadora atuou em 95 jogos e marcou 10 gols.

### Ferroviária
Contratada pela Ferroviária em 2022, defendeu o clube de Araraquara por dois anos, conseguindo o vice-campeonato brasileiro em 2023 e totalizando 63 jogos e 4 gols.

### Palmeiras
Em 2024, passou a defender as cores do Palmeiras. Foi campeã paulista com o clube no mesmo ano.

## Seleção Nacional
Além das convocações para as seleções brasileiras de base Ingryd disputou amistosos pela Seleção principal e integrou o grupo que enfrentou a Inglaterra pela Finalíssima CONMEBOL-UEFA 2023.

## Títulos
UDA (União Desportiva Alagoana)
- Campeonato Alagoano: 2014

São Francisco do Conde
- Campeonato Baiano: 2015

Sport Recife
- Campeonato Pernambucano: 2017 e 2018
- Copa do Nordeste: 2018

Corinthians
- Campeonato Paulista: 2019, 2020 e 2021.
- Campeonato Brasileiro: 2020 e 2021.
- Copa Libertadores da América: 2019 e 2021.
- Tríplice Coroa: 2021 (campeonatos Paulista, Brasileiro e Copa Libertadores da América).

Palmeiras
- Campeonato Paulista: 2024

### Campanhas de destaque
Corínthians
- Campeonato Brasileiro: 2º lugar (2019)

Ferroviária
- Campeonato Brasileiro: 2º lugar (2023)

### Prêmios individuais
- Gol mais bonito do Campeonato Brasileiro: 2020.[8]
- Meio-campista da Seleção do Campeonato Brasileiro: 2021.[11]